# 再使用
再使用（さいしよう）は、一度使用された製品、もしくは製品の一部のモジュールや部品を分解して原料に戻すことなく、製品や部品のまま使い回すこと（修理などを伴う場合も含む）をいう。リユース (Reuse) ともいう。
従来から、家族内や知人内での製品のお下がりや、地域内での不要品のバザー、あるいは廃品回収など、小規模のレベルでは行われてきたが、本格的な循環型社会の形成のためには社会構造的にリユースの流れを構築することが望まれている。

## 概要
資源の枯渇・ごみ排出に伴う処分コストの増大・資源開発に伴う環境破壊等が危惧される現代にあっては、循環型社会の形成が必要とされているが、そのためには、製品等を安易に焼却・埋立処分せずに可能な限り再使用ないし、リサイクルしていくことが求められる。
一般の消費者にとって製品単価が高価でおいそれと買い直しができなかったり、またそれらが素朴で理解しやすい構造をしていた時代には、壊れた製品を修理・修繕して使用しつづけていたが、工業製品が安価に大量生産されるようになってきたり、機械化・ブラックボックス化が進む中で、製品は修理せずに新しい製品を使うという風潮となっている。この風潮は修理に人件費などコストがかかりすぎる場合、特に強くなる。
- 製品単価と比較して修理に伴う人件費が相対的に高く付く先進国だと、この風潮が起こりやすい。
- それに加え、修理の対象が進化の速いもの[注 1]や「価値の低い古物」[注 2]であった場合は、修理によるコストパフォーマンスが悪くなりやすい。

## 法律上の定義
循環型社会形成推進基本法では、「『再使用』とは、次に掲げる行為をいう。」として次のように定義している。
一 循環資源を製品としてそのまま使用すること（修理を行ってこれを使用することを含む）
二 循環資源の全部又は一部を部品その他製品の一部として使用すること 

## 用語
リユースという概念に「再使用」という表現をあてることは、2000年の循環型社会形成推進基本法における用語の定義によって法的には改められた。それまでは「再利用」という表現が主に用いられていたが、再利用にはリユースとリサイクルの両方の概念が含まれるため、より厳密な表現に改められている。しかしながら、現在でも「再利用」という表現が用いられることは少なくない。同様に、「リサイクルショップ」は厳密には「リユースショップ」と呼ばれるべきであり、こちらの名称を使うことが少しずつ増えている。

## 再使用の業態や形態
再使用を行っている業態や形態には様々なものがある。

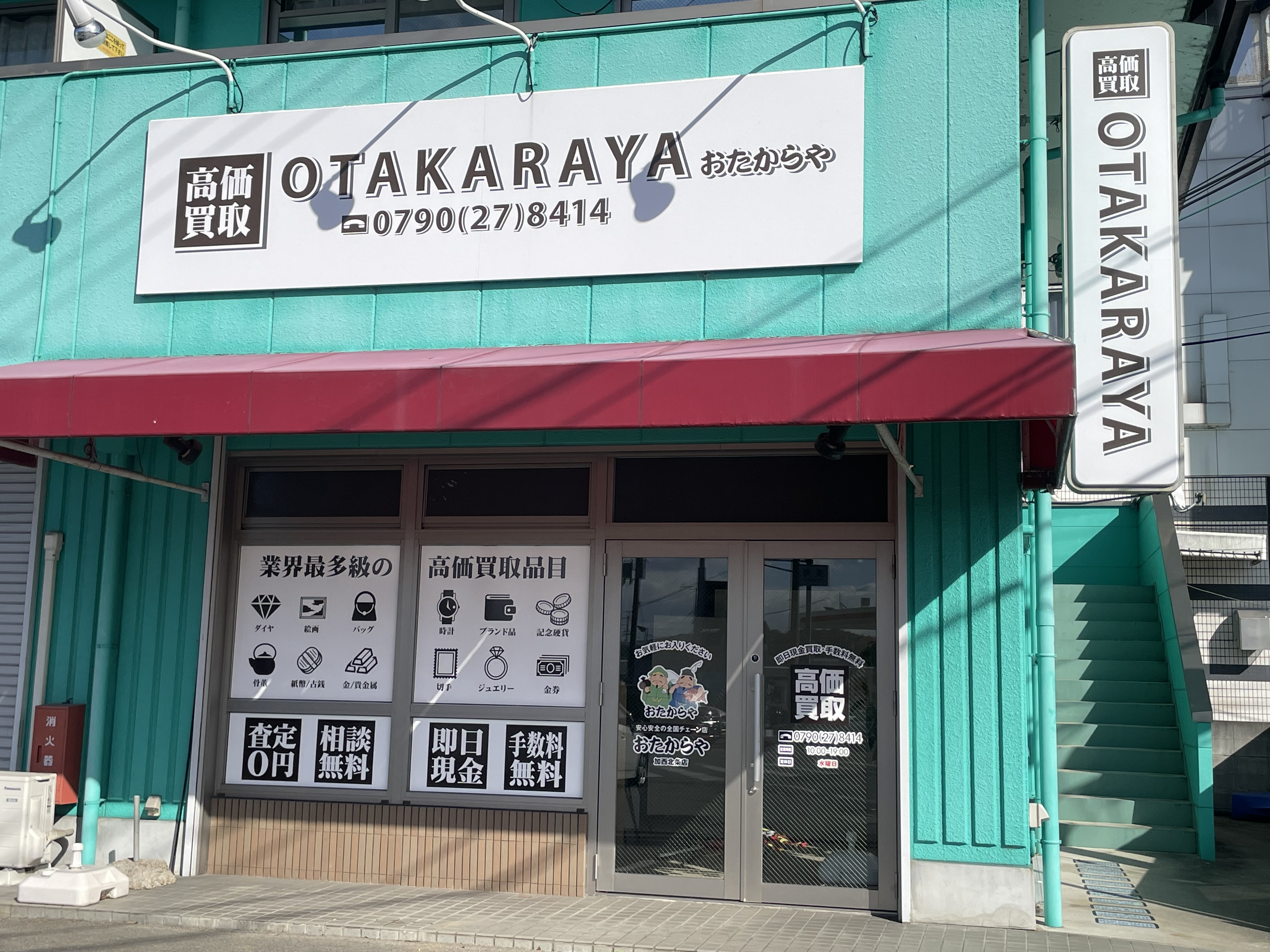
買取専門店の店舗の例（おたからや加西北条店）。2024年現在約1,300店ある。

### リサイクルショップ（リユースショップ）
日本では、1980年代のバブル景気崩壊直後に倹約ブームが発生、様々な中古工業製品を売買するリサイクルショップ（近年はリユースショップともいう。古物商の一形態）が全国各地で起業したが、中には粗大ごみとして家庭から排出された壊れた家電製品をいい加減な知識や技術で修理して販売する悪徳業者まで横行、同種業態の信用を失墜せしめた。
この時代に大量に起業したリサイクルショップの大半が、中古家電製品の買取りによって発生した（商品価値の極めて低い）不良在庫に埋もれて廃業するといった事態を招いたが、一部では商品価値の高い物だけを選択的に買い取り、商品価値の低い物は産業廃棄物として、消費者から処分費用を求めて処分する形態が生まれ、現在に生き残っている。後に家電リサイクル法が制定され、粗大ごみに大型家電が捨てられることが無くなったために、前出の不良品を売り付けるような業者も減少し、今日では中古品でもいとわない消費者が、安心して買い物ができる業者となっている。
これらの業界団体として、現在、以下の3団体が存在している。
- 一般社団法人日本リユース機構（JRO）
- 一般社団法人日本リユース業協会（JRAA）
- 一般社団法人ジャパンリサイクルアソシエーション（JRCA）

### 買取専門店
買取専門店は販売は行わず、買取のみに徹した中古品売買業の形態。貴金属やブランド品の買取店が多く、全国にチェーン展開する『おたからや』を展開するいーふらん、エンパワーを始め、数多くの企業がフランチャイズ展開を行う。リユースブームや、2020年代に入ってからの新型コロナ禍や中東情勢などを起因とする金相場の急騰を受け、店舗数を拡大させた。

### ネットリユース
インターネットを使った、古物商業者を介した通信中古売買に加え、個人間のインターネットオークション・フリーマーケットサイトによる売買が普及してきた。個人間の対面売買を仲介する「ジモティー」のようなクラシファイドサイトが勃興し、保管や処分の難しい大型の家具や家電の再使用が伸びていった。近年は、スマートフォンとそのカメラ機能、すなわちフリマアプリを活用した「メルカリ」などの利用が大幅に増えている。

## 再使用の文化
現在、世界には様々な社会体制の形態を持つ国が混在している。これらの国々では、経済状態や社会通念、国民気質などによって、多様な文化があるが、再使用という概念においても、各国間で様々な違いが見られる。

### 日本
国土が狭く資源が少ない日本では、古くから物を大事に再使用する文化があり、「もったいない」という形容詞はその典型的なパターンである。また、物は最初から再使用を前提としていた。その典型例として、何度でも何にでも使え、持ちまわる包装材である風呂敷が挙げられる。これは近年の大量消費社会の形成によって、また旧来の製品に見られた再使用性の高さが失われたことにより、姿を消しつつあるが、年輩者のうちには根強く残っている。このことは戦中・戦後において物資が配給となり、需要と供給とのバランスが完全に崩れていた時代の影響が大きいと考えられ、また神道によって社会に根付いている、物品にも魂が宿っていると考える精神観念（付喪神・アニミズム）に基づいているとも考えられる。このような物品の乏しい・精神性を重視する時代に育った年配者の中には、モーターや電熱線を利用した家電製品程度であれば、分解修理してしまう人もある。
なお古着商（古物商の一種）や質屋は古くから和服を、財産的価値のある物として扱い、再使用市場が形成されていたが、この形態が近年では、日本国外から輸入された文化的影響により、ファッションの上での古着市場の再構成がなされ、若い世代にも古着という観念が見直される現象も発生している。
紙パック・プラスチック製容器等が使用される以前は、ブリキ製容器・ガラス瓶・油紙が主流であった。油紙については再利用が困難であったが、ガラス瓶は回収・再利用され、空き容器は各家庭で物入れとして再利用されていた。紙製の空き箱も物入れとして利用されたり、大事にしまい込まれて再利用の機会を窺っていた。傘・靴等も修理されて長い期間使用されていた。衣服は成長して着用できなくなれば、親族間等で使い回しされていた。家庭におけるメモ用紙はちらし（広告）の裏紙が当然であった。新聞紙も様々な利用法があり、過剰な紙のみがちり紙交換に出されていた。物が高価であったという理由もあるが、物品の精神性を信じる世代からは、物品を粗末にすると祟られるということもあって「もったいない」と言われながら再利用されてきた。
近年の社会的な要請に基づく循環型社会の形成は、価値観の見直しとして評価されている。その一方で経済界からは再使用では消費が進まず需要の低下を危惧する意見もある。
また自動車に関しては一定以上数がたった個体（その年数は車両区分によりまちまち）の各種税金を増税するという、長期使用・再使用の足かせとなる税制を採用している。
2006年（平成18年）4月1日より、電気用品安全法で、主に2001年（平成13年）以前に製造されたPSE検査を受けていない家電製品については、業としての売買や陳列が段階的に禁止された。これは中古家電製品にも適用され、老朽化により事故を起こす危険性があったり、エネルギー効率の低い旧型の電気製品を市場から駆逐する効果が見込まれている。ただし、当面PSEマーク無しの製品の販売を黙認する方針であり、製造業者としてPSEマークを取得したり、一定期間レンタル後無償で譲渡し販売する方法は現状では可能で、事実上販売が認められている状態である。
しかし、代替製品が期待できない高級オーディオ機器、楽器、ゲーム機（主に電源内蔵のもの）などの売買まで同時に禁止されること、また個人でもインターネット上のオークションで継続的に売買した場合などに取り締まりを受ける可能性があること、旧電気製品取締法準拠の旧製品が大量に廃棄・不法投棄されうること、安全検査に関わる利権拡大などへの批判が高まった。もともと経済産業省は中古品を規制する意図はなかったものの、違反品を中古品と称して売るなどの脱法行為が見られたため急遽中古品も規制の対象にしたとしているが、期限直前にこのような見解を示したために中古市場を大きく混乱させる結果となった。
上記の批判を受け、2007年11月21日に電気用品安全法が改正され、以前の製品の販売が再度可能になった。詳細は電気用品安全法、PSE問題の項を参照。
また、石油温風器の事故などを受け、事故により重篤な被害が予想される一部品目については、定期的な保守点検を受けなければ一定期間後に製品が稼動しなくなるなど、電気用品安全法を改正することが検討されている。

### 欧米
アメリカ合衆国をはじめとする欧米では、18世紀の産業革命以降において、大量生産と大量消費が社会的な基盤となっていった。この段階でそれ以前の家内制手工業時代に培われた「物を大切に使う」という価値観念が崩壊し、多大な物資を旺盛に消費、大量にごみを出す文化が形成されている。

#### アンティーク
その一方で、主にイギリスを中心とした欧州では、産業革命以前の手作業によって生産された工芸品をアンティークとして珍重する意識が強く、民芸品や日用品であっても「古い物を大切にする」という意識が根強い。また手工芸品の中には、日常生活に即した家具等が含まれるが、これら家具やそれを収める家屋に対する思い入れは並々ならぬ物があり、これを日常的に使用しながら、壊れたら直して代々受け継ぐという意識も強い。
近年ではアメリカでも、アンティークに対する理解が深まっており、かつては投機の対象くらいにしか考えられていなかった日用製品のアンティークを利用、大切に使用する文化が生まれている。またそれらアンティーク愛好者を対象とした市場も活発化しており、前出の投機目的のアンティーク収集家を巻き込んで、インターネット上のオークションにて、盛んに物品がやり取りされている。
また大量生産の工業製品であっても、活発な産業活動の結果として過剰な意匠の新陳代謝が行われた結果、古い工業製品がただ古いというだけで市場から姿を消した後に、それら製品に凝らされた意匠の素晴らしさが再評価され、消費者が再びそれら工業製品を求めるケースも増えてきている。これら古い工業製品に対する市場価値の上昇は、修理や修繕に掛かる人的コストを上乗せしても、採算に乗る段階に達していることもあり、近年ではこれらを供給するレストア産業が活気を見せている。
なおこの古い工業製品に対して関心を持つ文化は、1980年代以降に日本にも輸入され、日本国内でも、非常にゆっくりではあるが同種の市場が形成されつつある。

### 工業後発国
様々な理由で工業的な発達が遅れた結果、日本や欧米等に経済的な格差をあけられた工業後発国では、世界市場を精密機械産業や重工業の分野で先進国に独占され、軽工業や安価な工業製品の輸出でしのいでいる。
これらの国々では自国製品の信頼性が低いことから、ある程度は修理しながら使い続ける体制がある。その一方で、工業的に優位にたっている国で使用された工業製品も、その旺盛な修理体制で直して使う文化が発生しており、日本やドイツ等の工業国から廃車同然の自動車（四輪車・二輪車）を輸入、部品単位で修理して自国内市場に流通させたり、それら部品を利用して故障車両を修理して利用するという再使用文化も発達した。これを専門に扱って財を成す者も多い。
当然ながらこれら工業後発国では、修理技術面での急速な発展が興っており、事故車や故障車・輸送中のトラブルによって商品価値の無くなった自動車を輸入、修理した上で周辺国へ製品として出荷するという市場が東南アジア方面や中東・ロシア近辺で生まれている。
しかしその一方で、先進国内での処分費用が高く付く場合にあって、解体処分費用を軽減させるために、これら修理を得意とする国に輸出するケースが見られる。これらはかつて、輸出対象国内に適切な処分能力を持たないことも多く、その国を汚染する危険性も挙げられていたが、近年ではこれら有害な物質を含む輸入品から、有害物質を資源として回収、さらにはそれを容器に再充填して、製品として市場に流通させるという、何とも逞しいケースも見られる。
また工業先進国から再利用可能な鉄などの金属や古紙といった物を輸入・再資源化して輸出したり、国内市場で流通させる動きが活発な国も多い。2000年代に入って中国では建設ラッシュにより鉄需要が増大、海外から活発にスクラップを輸入し、国内の鉄筋需要を賄っているため、国際的にもくず鉄の市場価値上昇を招いている。

### 経済後進国
国家の成立が遅かったため開発が遅れていたり、政治的な理由によって経済的な発達が立ち遅れた国では、工業製品であっても、一般労働者の経済事情から見れば高価であることが多いため、修理して再利用する文化が根強い。しかし経済のグローバル化が進行する中で、これら国家間の経済格差は急激に埋まる傾向があり、沿岸都市部を中心として、欧米型大量消費社会が浸透しつつある。

#### 「ごみ」の再使用
このような経済後進国では、その一方で国内の貧富格差拡大から、都市部から排出されたごみを、都市周辺部の住民が回収・再利用することで、副次的な産業が発生するといった、独特の再利用文化が発生しつつある。あまりに貧富の格差が激しい場合には、プラスチック容器やビニール袋ですら再使用される（→スモーキー・マウンテン）。
その原因の一端には、貧富の格差がある訳だが、その一方で欧米からの循環型社会の浸透も早く、日本や欧米では長らく続いた廃棄物を排出し続けるだけの大量消費社会から、循環型社会への転進を早くも始めている地域もある。ただし安全面や環境衛生面での配慮が後回しになるケースも見受けられ、有害廃棄物に混じった再利用可能な資源を発掘するために、有効な防護措置も取らずに資源回収に従事する労働者も多く、それらの人々の健康被害が社会問題となっている。
またこのような独自のリユース市場が発展した関係で、ごみ集積場の近辺に集落が発生するケースがある。しかしこれらごみ集積場の安全基準が皆無に等しいことも少なくはない。このため有害廃棄物による汚染も問題だが、ごみの火災や倒壊といった事故も少なからず発生しており、これによる犠牲者も報じられている。フィリピンのパヤタスでは2000年7月にごみの山が倒壊、死者・行方不明者が数百名という事故発生している。

## 再使用されている物品
- 蓄電池
- 古着
  - 破損したりデザインの古くなった衣服を仕立てなおす（リフォーム）ことがある。
  - 近年は洋服だけでなく、着物のリユース市場も活発になっている。日本文化に再注目が集まり（クールジャパン）、かつて高価であった着物が手頃な値段で手に入るため、注目を集めている。
- 楽器
- 古本
- スポーツ用品

建物関連
- 中古住宅
  - 古い住宅を解体移築したり、住宅設備の一部を建て替え時に再利用することがある。
- 家具
- 事務用品、店舗設備

機械類
- カメラ
- レンズ付きフィルム
- 工作機械
- 家庭用電気機械器具
  - テレビ等AV機器、ゲーム機など。
- パソコン・パソコン周辺機器
  - 企業などにレンタル機材でリースされていたパソコンは、最新機種の著しい機能向上についていけず、減価償却後は廃棄処分されることが多かったが、近年の製品は一般の消費者にとってはオーバースペックになってきており、インターネット接続端末としてのみこれらの機材を購入する人も少なくない。これらは二次利用止まりではあるが、根強い市場がある。
- 兵器
  - 先進国で使われた兵器が同盟国に供与されることがある。

乗り物
- 船・航空機
  - エンジンや電子機器を更新して長年使われるものが少なくない。
- 中古車（トラック・バス・トレーラ含む）・自動車部品
  - 日本では新車の買い替え期間が短く、良質で廉価な中古車が豊富に手に入る。また、製造中止となった車種の部品の市場も形成されている。
- 自転車
  - 輸入された軽快車が非常に安く売られているため、中古自転車は海外に輸出されるものも多い。
- 鉄道車両
  - 日本では大都市圏で使われた車両が、資本力の弱い地方私鉄で盛んに再利用されている。一部の車両は日本国外に輸出されている。

パッケージ類
- 牛乳瓶 - 一升瓶 - ビール瓶
  - これらガラス製の瓶は、重い上に割れ易いことからやや不便ではあるが、循環型社会の上で洗浄して衛生的に再使用できるという特徴が有利である。こういった洗浄を経て再使用する瓶はリターナブル瓶とも呼ばれる。清涼飲料水やアルコール飲料等の容器に利用されていた物は、酒店や小売店にてデポジット制が機能しつづける限り、有効に再利用されやすい。牛乳瓶の場合は、家庭への配達と回収が一元化されているため、回収と再利用が成される率は極めて高い。ドイツでは消費者が店頭に洗浄済みのビンを持ち込めば、飲料など（ジュースや牛乳・調味料の類）を再充填[注 4]するサービスも存在する。なお一度使用したら再使用せず資源リサイクルを前提とするものはワンウェイ瓶という。
- レジ袋
  - ゴミ袋として再使用される。ただし自治体指定のゴミ袋でなければならない地域では、予めレジ袋製造段階で指定を受けているものに限定され、それ以外の無指定袋はその指定袋内に（他のゴミ込みで）入れられるに留まる。こういった指定袋はレジ袋を用意する事業者側の負担となるが、顧客サービスのためにレジ袋に指定袋を使う事業者も、個人商店から大手量販店に至るまで見られる。
- 清涼飲料水やスナック菓子のパッケージ
  - 本来なら融かして資源として再生されたり単に廃棄されたり焼却処分されるこれらを素材として、バッグやポーチ等の小物雑貨に作り直される動きが近年活発である。職の無い人々の生計支援プロジェクトとして、貧困にあえぐ地域で行われているケースが多い。NGOや行政が支援しながら、地域住民の手でゆっくり手工芸としての技術が養われているようだ。元々こういったパッケージが消費者の目を引くため色彩鮮やかなものであることをうまく生かし、これらの製品はポップな雰囲気を醸している。
  - フィリピン各地では、飲みきりサイズのアルミジュースパックがバッグなどにリメイクされており、ASEANのGOODDESIGN賞も受賞している。また、カンボジアなどでも現地の小麦粉袋、米袋、新聞紙などがバッグにリメイクされている。
  - 他、ゴミとして回収された使用済み菓子プラスチック袋パッケージを紐状に切った上でバッグや編み込みのアクセサリーなどに作り変えられている。アメリカマイアミ発の「ecoist」ブランドでは、メキシコやペルーの職人の手により菓子パッケージ編み込みバッグを販売、やや価格は高いものの売値が植林事業の補助金を含んでいて、1つ売れる毎に1本植林されるというシステムである。